# Ankistrus choui
Ankistrus choui är en insektsart som först beskrevs av Tsaur 1991.  Ankistrus choui ingår i släktet Ankistrus och familjen kilstritar. Inga underarter finns listade i Catalogue of Life.